# Крючкоклювый филидор
Крючкоклювый филидор (лат. Ancistrops strigilatus) — вид птиц из семейства печниковых. Единственный вид рода крючкоклювые филидоры.
Крючкоклювый филидор достигает длины 17—18 см и массы от 30 до 39 г. Верхняя часть тела оливково-коричневого цвета с заметными полосами, надбровье — желтовато-охристое; крылья и хвост контрастно-рыжего цвета. Нижняя часть тела желтовато-охристого цвета с тёмно-оливковыми полосами.
Обитатель дождевых тропических лесов Боливии, Бразилии, Колумбии, Эквадора и Перу. Естественная среда обитания — субтропический или тропический влажный широколиственный лес.
Рацион питания состоит из членистоногих.